# مرض الدرقية
مرض الغدة الدرقية (بالإنجليزية: Thyroid disease) هو حالة طبية تؤثر على بنية و/أو وظيفة الغدة الدرقية. تقع الغدة الدرقية في مقدمة الرقبة وتنتج الهرمونات الدرقية  التي تنتقل عبر الدم للمساعدة في تنظيم العديد من الأعضاء الأخرى، مما يعني أنها عضو من الغدد الصم. تعمل هذه الهرمونات عادة في الجسم لتنظيم استخدام الطاقة وتطور الرضع ونمو الأطفال.
هناك خمسة أنواع من أمراض الغدة الدرقية، ولكل منها أعراضها الخاصة. وقد يعاني الشخص من نوع واحد أو عدة أنواع مختلفة في نفس الوقت. والمجموعات الخمس هي:
1. قصور الغدة الدرقية (وظيفة منخفضة) الناجم عن نقص هرمونات الغدة الدرقية الحرة.
2. فرط نشاط الغدة الدرقية (وظيفة مرتفعة) الناجم عن زيادة هرمونات الغدة الدرقية الحرة.
3. التشوهات البنيوية، والأكثر شيوعاً هو الدراق (تضخم الغدة الدرقية).
4. الأورام التي يمكن أن تكون حميدة (غير سرطانية) أو سرطانية.
5. اضطراب اختبارات وظائف الغدة الدرقية دون أي أعراض سريرية (قصور الغدة الدرقية تحت السريري أو فرط نشاط الغدة الدرقية تحت السريري).

في الولايات المتحدة، كانت نسبة الإصابة بقصور الغدة الدرقية وفرط نشاط الغدة الدرقية 4.6% و1.3%على التوالي من السكان الذين تزيد أعمارهم عن 12 عاماً (في عام 2002).
في بعض الأنواع، مثل التهاب الغدة الدرقية تحت الحاد أو التهاب الغدة الدرقية بعد الولادة، قد تختفي الأعراض بعد بضعة أشهر وقد تعود التحاليل المخبرية إلى القيم الطبيعية. ومع ذلك، فإن معظم أمراض الغدة الدرقية لا تتراجع عفوياً. تشمل أعراض قصور الغدة الدرقية التعب وانخفاض الطاقة وزيادة الوزن وعدم القدرة على تحمل البرد وبطء معدل ضربات القلب وجفاف الجلد والإمساك. تشمل أعراض فرط نشاط الغدة الدرقية الشائعة التهيج والقلق وفقدان الوزن وتسارع ضربات القلب وعدم القدرة على تحمل الحرارة والإسهال وتضخم الغدة الدرقية. قد لا تسبب الاضطرابات البنيوية أعراضاً، ومع ذلك قد يعاني بعض الأشخاص من أعراض فرط أو قصور الغدة الدرقية المرتبطة بالاضطرابات البنيوية أو يعانون تورماً في الرقبة. نادراً ما يمكن أن يسبب تضخم الغدة الدرقية ضغط على مجرى الهواء أو الأوعية الدموية في الرقبة أو عسر بلع. يمكن أن يكون للأورام، والتي غالباً ما تسمى عقيدات الغدة الدرقية، العديد من الأعراض المختلفة التي تتراوح من فرط إلى قصور الغدة الدرقية إلى تورم في الرقبة وضغط البنى المجاورة في الرقبة.
يبدأ التشخيص بالسؤال عن التاريخ المرضي والفحص البدني. يعد المسح بحثاً عن أمراض الغدة الدرقية لدى الأفراد الذين لا تظهر عليهم أعراض موضوعاً مثيراً للجدال على الرغم من ممارسته بشكل شائع في الولايات المتحدة. في حال الشك بوجود اضطرابات في الغدة الدرقية، يمكن أن تساعد التحاليل المخبرية في إثبات أو استبعاد مرض الغدة الدرقية. غالباً ما تتضمن اختبارات الدم الأولية الهرمون المنبه للدرقية (TSH) والتيروكسين الحر (T4). تُستخدم مستويات ثلاثي يود الثيرونين الحر والكلي (T3) بشكل أقل شيوعاً. إذا كان هناك اشتباه بوجود مرض درقي مناعي ذاتي، فيمكن أيضاً إجراء اختبارات الدم للبحث عن أجسام مضادة للغدة الدرقية. يمكن أيضاً استخدام إجراءات مثل الموجات فوق الصوتية والخزعة ومسح باليود المشع للمساعدة في التشخيص، خاصةً في حال الاشتباه بوجود عقيدة.
أمراض الغدة الدرقية منتشرة على نطاق واسع في جميع أنحاء العالم، ويختلف العلاج بناءً على الاضطراب. يعد الليفوثيروكسين هو العلاج الأساسي للمصابين بقصور الغدة الدرقية، بينما يمكن علاج المصابين بفرط نشاط الغدة الدرقية بسبب داء غريفز باليود المشع أو الأدوية المضادة للغدة الدرقية أو الاستئصال الجراحي للغدة الدرقية. يمكن أيضاً إجراء جراحة لإزالة عقدة درقية أو لتقليل حجم الدراق إذا كانت تضغط على البنى المجاورة أو لأسباب تجميلية.

## أعراض وعلامات المرض الدرقي
تختلف الأعراض حسب نوع الاضطراب الدرقي (قصور الغدة الدرقية أو فرط نشاطها):
الأعراض المحتملة لقصور الغدة الدرقية:
| التعب            | زيادة الوزن غير المُفسرة          | الحركة البطيئة |
| عدم تحمل البرد   | بطء معدل ضربات القلب (بطء القلب) | الإمساك        |
| اضطرابات الذاكرة | تشنجات عضلية                     | المزاج المكتئب |

الأعراض المحتملة لفرط نشاط الغدة الدرقية:
| فقدان الوزن غير المُفسر                   | الرعاش        | صعوبة النوم (الأرق) |
| سرعة ضربات القلب (تسرع القلب) أو الخفقان | الإسهال       |                     |
| عدم تحمل ارتفاع الحرارة والتعرق الزائد   | القلق والهياج |                     |

يمكن رؤية بعض الأعراض والتغيرات الجسدية في كل من قصور وفرط نشاط الغدة الدرقية مثل التعب وشعر الرأس الناعم/ الخفيف واضطرابات الطمث وضعف العضلات/ آلامها (ألم عضلي) وأشكال مختلفة من الوذمة المخاطية.

## قائمة أمراض الغدة الدرقية

### الأمراض الوظيفية
تحدث نتيجة اضطراب في إنتاج الهرمونات الدرقية بسبب خلل في وظيفة الغدة الدرقية بحد ذاتها أو الغدة النخامية المفرزة للهرمون المنبه للدرق (TSH) أو تحت المهاد المفرز للهرمون المطلق لموجهة الدرقية (TRH). تزداد مستويات الهرمون المنبه للدرق مع تقدم بالعمر، وهو ما يتطلب اختبارات تصحيح-العمر. يؤثر تحت المهاد على 3-10% من البالغين، مع نسبة حدوث أكبر لدى النساء والمتقدمين في العمر.

#### القصور الوظيفي:
قصور الغدة الدرقية هو حالة لا يُنتج فيها الجسم ما يكفي من الهرمونات الدرقية، أو لا يكون قادراً على الاستجابة أو الاستفادة من الهرمونات الدرقية الموجودة بشكل صحيح. يصنف ضمن الفئات الرئيسية التالية:
- التهاب الغدة الدرقية:
  - التهاب الغدة الدرقية لهاشيموتو
  - التهاب الدرقية المنسوب لأورد
  - التهاب الغدة الدرقية بعد الولادة
  - التهاب الدرقية الصامت أو التهاب الدرقية اللمفاوي تحت الحاد
  - التهاب الغدة الدرقية الحاد المعدي
  - التهاب الدرقية المنسوب لريدل (معظم الحالات لا تؤثر على الوظيفة الدرقية، ولكن 30% من الحالات تؤدي لقصور الدرق)
- قصور الدرق العلاجي:[24]
  - قصور الدرق التالي لعمليات الغدة الدرقية
  - قصور الدرق المحرض دوائياً أو باليود المشع
- مقاومة هرمونات الدرقية
- متلازمة مرض الدرقية السوية
- قصور الغدة الدرقية الخلقي: عوز الهرمونات الدرقية منذ الولادة، وعدم علاج هذه الحالة يؤدي لحدوث الفدامة

#### الفرط الوظيفي:
فرط نشاط الغدة الدرقية هو الحالة التي ينتج فيها الجسم كميات كبيرة من الهرمونات الدرقية، يصنف ضمن الفئات الرئيسية التالية:
- داء غريفز
- العقد الدرقية السامة
- عاصفة درقية
- دراق سمي متعدد العقيدات (داء بلامر)
- تسمم هاشي (فرط نشاط درق مؤقت قد يحدث في سياق التهاب الدرق لهاشيموتو)

### الاضطرابات البنيوية
- الدراق: وهي زيادة غير طبيعية في حجم الغدة الدرقية:
  - دراق متوطن
  - دراق منتشر
  - دراق متعدد العقد
- الغدة الدرقية اللسانية
- كيس درقي لساني

### الأورام
- سرطان الغدة الدرقية
  - حليمي
  - جريبي
  - لبي
  - كشمي
- لمفوما وعادة ما تكون خبيثة
- ورم غدي درقي وهو ورم حميد

### أخرى
قد يكون لبعض الأدوية آثار جانبية غير مرغوبة على وظيفة الغدة الدرقية. في حين أن بعض الأدوية قد تؤدي إلى قصور الغدة الدرقية أو فرط نشاطها وعندها يجب إجراء مراقبة حثيثة، فقد تؤثر بعض الأدوية الأخرى على نتائج التحاليل المخبرية للهرمونات الدرقية دون التسبب بأي أعراض أو تغيرات سريرية، وقد لا تتطلب العلاج. تم ربط الأدوية التالية بأشكال مختلفة من أمراض الغدة الدرقية:
- الأميودارون (يمكن أن يؤدي بشكل أكثر شيوعاً إلى قصور الغدة الدرقية، ولكن يمكن أن يرتبط ببعض أنواع فرط نشاط الغدة الدرقية)[26]
- أملاح الليثيوم (قصور الغدة الدرقية)
- بعض أنواع الإنترفيرون والإنترولوكين 2 (التهاب الغدة الدرقية)[27]
- القشرانيات السكرية ومضادات الدوبامين ومشابهات السوماتوستاتين (تحصر هرمون TSH، مما قد يؤدي إلى قصور الغدة الدرقية)[27]

## الفيزيولوجيا المرضية
تنشأ أغلب أمراض الغدة الدرقية في الولايات المتحدة من مهاجمة الجهاز المناعي للجسم. وفي حالات أخرى، تنشأ أمراض الغدة الدرقية من محاولة الجسم التكيف مع الظروف البيئية مثل نقص اليود أو الحالات الفيزيولوجية الجديدة مثل الحمل.

### أمراض الغدة الدرقية المناعية الذاتية
هو مجموعة من الأمراض التي تحدث بسبب استهداف الجهاز المناعي للجسم. ولا يُفهَم تماماً سبب حدوث ذلك، ولكن يُعتقد أنه وراثي جزئياً لأن هذه الأمراض تميل إلى الانتشار في العائلات. في داء غريفز، ينتج الجسم أضداد لمستقبلات TSH على خلايا الغدة الدرقية. يتسبب هذا في تنشيط المستقبل حتى بغياب الهرمون المنبه للدرقية ويتسبب في إنتاج وإفراز الغدة الدرقية لكميات كبيرة من الهرمونات الدرقية (فرط نشاط الغدة الدرقية). أيضاً في التهاب الغدة الدرقية هاشيموتو ينتج الجسم أضداد متنوعة أكثرها شيوعاً هي الأجسام المضادة للغلوبيولين الدرقي والأجسام المضادة لبيروكسيداز الدرق والأجسام المضادة لمستقبلات الموجهة الدرقية. تتسبب هذه الأضداد في مهاجمة الجهاز المناعي لخلايا الغدة الدرقية والتسبب في بحالة التهابية (ارتشاح الخلايا اللمفاوية) وتدمير (تليف) الغدة.

### تضخم الغدة الدرقية(الدراق)
هو تضخم معمم في الغدة الدرقية قد يرتبط بالعديد من أمراضها. السبب الرئيسي وراء ذلك هو زيادة الإشارات المرسلة إلى الغدة الدرقية عبر مستقبلات TSH لحثها على إنتاج المزيد من الهرمونات الدرقية. هذا يؤدي إلى زيادة الأوعية الدموية وزيادة حجم الغدة (فرط تنسجها). في حالات قصور الغدة الدرقية أو نقص اليود، يدرك الجسم أنه لا ينتج ما يكفي من الهرمونات الدرقية، فيبدأ بإنتاج المزيد من TSH للمساعدة في تحفيز الغدة الدرقية على إنتاج المزيد من هرموناتها مما يزيد من حجم الغدة. أما في حالات فرط نشاط الغدة الدرقية الناتج عن داء غريفز أو الدراق السام متعدد العقيدات، فيحدث تحفيز زائد لمستقبل TSH حتى عندما تكون مستويات هرمونات الغدة الدرقية طبيعية. في داء غريفز، يحدث هذا بسبب الأجسام المضادة الذاتية (الغلوبولينات المناعية المحفزة للغدة الدرقية) التي ترتبط بمستقبلات TSH وتنشطها، بينما في الدراق السام متعدد العقيدات غالباً ما يكون هذا بسبب طفرة في مستقبل TSH مما يتسبب بتنشيطه دون تلقي إشارة من TSH. في حالات أكثر ندرة، قد تتضخم الغدة الدرقية لأنها تصبح مليئة بالهرمونات الدرقية أو سلائف الهرمونات الدرقية التي لا تستطيع إفرازها أو بسبب تشوهات خلقية أو بسبب زيادة تناول اليود من المكملات الغذائية أو الأدوية.

### الحمل
تحدث العديد من التغيرات على الجسم خلال فترة الحمل. أهم التغيرات التي تساعد على تطور الجنين هي إنتاج موجهة الغدد التناسلية المشيمائية البشرية (hCG). هذا الهرمون، الذي تُنتجه المشيمة، له بنية مشابهة لهرمون منبه الدرقية، ويمكنه الارتباط بمستقبل TSH لدى الأم وإنتاج الهرمونات الدرقية. خلال الحمل، يرتفع مستوى هرمون الأستروجين لدى الأم، مما يسبب إنتاج المزيد من الغلوبيولين الرابط للتيروكسين، وهو المسؤول عن حمل معظم الهرمونات الدرقية في الدم. غالباً ما تسبب هذه التغيرات الهرمونية الطبيعية خلال الحمل أعراضاً مشابهة لفرط نشاط الغدة الدرقية، ولكن التحاليل المخبرية تكون ضمن القيم الطبيعية الخاصة بالحمل، لذا من الضروري استخدام القيم المخبرية الخاصة بكل ثلث حملي لهرمون منبه الدرقية وهرمون T4 الحر. غالباً ما يكون فرط نشاط الغدة الدرقية الحقيقي أثناء الحمل ناتجاً عن آلية مناعية ذاتية (داء غريفز). نادرًا ما يُشخص قصور الغدة الدرقية أثناء الحمل لأن قصور الدرق غالباً ما يسبب نقص خصوبة. عندما يُرى قصور الغدة الدرقية أثناء الحمل، فغالباً ما يدل على قصور درق سابق وتحتاج المريضة لرفع جرعة الليفوتيروكسين لتعويض زيادة مستويات الغلوبيولين الرابط للتيروكسين أثناء الحمل.

## التشخيص
يعتمد تشخيص أمراض الغدة الدرقية على الأعراض وهل توجد عقدة درقية. يخضع معظم المرضى لتحاليل دموية. قد يحتاج آخرون إلى تصوير بالموجات فوق الصوتية، أو خزعة، أو مسح باليود المشع ودراسة قبطه.

### التحاليل المخبرية الدموية

#### فحوص وظائف الغدة الدرقية
انظر للتوسع: فحوص وظائف الغدة الدرقية
هناك العديد من الهرمونات التي يمكن قياسها في الدم لتحديد كيفية عمل الغدة الدرقية. وتشمل هذه الهرمونات ثلاثي يودوثيرونين (T3) وسلفه الثيروكسين (T4)، اللذين تنتجهما الغدة الدرقية. يُعد هرمون منبه الدرقية (TSH) هرموناً مهماً آخر تفرزه خلايا الفص الأمامي من الغدة النخامية في الدماغ. وتتمثل وظيفته الأساسية في تحفيز إنتاج الغدة الدرقية لهرموني T3 وT4.
تُعد مستويات هرمون منبه الدرقية (TSH) في المصل المؤشر الأكثر فائدة لوظيفة الغدة الدرقية. تُحدد مستويات TSH في الجسم من خلال نظام التلقيم الراجع السلبي، حيث تُثبط المستويات العالية من T3 وT4 إنتاج TSH، بينما تزيد المستويات المنخفضة من T3 وT4 من إنتاج TSH. ولذلك، غالباً ما يستخدم الأطباء مستويات TSH كاختبار مسح، حيث تتمثل أول خطوة في تحديد ما إذا كان TSH مرتفعاً أو مثبطاً أو طبيعياً.
قد يشير ارتفاع مستويات هرمون TSH إلى قصور في إنتاج هرمونات الغدة الدرقية (قصور الغدة الدرقية). قد يشير انخفاض مستويات هرمون TSH إلى فرط إنتاج هرمونات الغدة الدرقية (فرط نشاط الغدة الدرقية).
لأن مستوى TSH غير الطبيعي قد يكون مُضللاً، يجب قياس مستويات T3 وT4 في الدم لتأكيد التشخيص. أثناء دورانهما في الدم، يرتبط T3 وT4 ببروتينات ناقلة. نسبة ضئيلة فقط من هرمونات الغدة الدرقية تكون غير مرتبطة "حرة"، وبالتالي نشطة بيولوجياً. وبالتالي، يمكن قياس مستويات T3 وT4 على أنها T3 وT4 حرين (الهرمونات غير المرتبطة بالبروتينات)، أو T3 وT4 كليان (الهرمونات المرتبطة ببروتينات ناقلة). تُعد قياسات T3 وT4 الحرة مهمة لأن بعض الأدوية والأمراض قد تؤثر على تركيز البروتينات الناقلة، مما يؤدي إلى اختلاف مستويات هرمونات الغدة الدرقية الكلية والحرّة. هناك إرشادات مختلفة لقياسات T3 وT4.
- يجب قياس مستويات هرمون T4 الحر لتقييم قصور الغدة الدرقية، ويُؤكد انخفاض مستوى T4 الحر التشخيص. لا تُقاس مستويات T3 عادةً لتقييم قصور الغدة الدرقية.[14]
- يمكن قياس T4 الحر وT3 الكلي عند الاشتباه بفرط نشاط الغدة الدرقية، حيث يُحسّن ذلك من دقة التشخيص. يرتفع مستوى T4 الحر أو الكلي أو كليهما، ويكون مستوى TSH في المصل أقل من المستوى الطبيعي عند وجود فرط نشاط الغدة الدرقية. إذا كان فرط نشاط الغدة الدرقية خفيفاً، فقد يرتفع مستوى T3 في المصل فقط، وقد يكون مستوى TSH في المصل منخفضاً أو قد يكون غير مقاس.[15]
- يمكن أيضاً قياس مستويات T4 الحر لدى المرضى الذين يعانون من أعراض واضحة لفرط نشاط الغدة الدرقية وقصورها، على الرغم من مستوى TSH الطبيعي.[35]

#### الأجسام المضادة للغدة الدرقية
انظر للتوسع: أجسام مضادة للغدة الدرقية
يمكن الكشف عن الأجسام المضادة الذاتية للغدة الدرقية في حالات مرضية مختلفة. هناك العديد من هذه الأجسام المضادة، تتضمن الأجسام المضادة للغلوبيولين الدرقي (TgAb)، والأجسام المضادة لبيروكسيداز الدرق (TPOAb)، والأجسام المضادة لمستقبلات الموجهة الدرقية (TSHRAb).
يمكن العثور على مستويات مرتفعة من الأجسام المضادة للغلوبيولين الدرقي والأجسام المضادة لبيروكسيداز الدرق لدى مرضى التهاب الغدة الدرقية لهاشيموتو، وهو النوع الأكثر شيوعاً من قصور الغدة الدرقية المناعي الذاتي. كما وُجدت مستويات مرتفعة من الأجسام المضادة للغلوبيولين الدرقي لدى المرضى الذين يعانون من قصور الغدة الدرقية تحت السريري (حيث يكون مستوى TSH مرتفعاً، بينما يبقى مستوى T4 الحر طبيعياً)، ويمكن أن تساعد هذه المستويات في التنبؤ بخطر تطور قصور درق صريح. لذلك، توصي الرابطة الأمريكية للغدة الدرقية بقياس مستويات الأجسام المضادة لبيروكسيداز الدرق عند تقييم قصور الغدة الدرقية تحت السريري أو عند محاولة تحديد ما إذا كان مرض الغدة الدرقية العقدي ناتجاً عن داء درقي مناعي ذاتي.
عندما لا تكون الآلية الإمراضية لفرط نشاط الغدة الدرقية واضحاً بعد التقييم السريري والمخبري البدئي، يمكن أن يساعد قياس الأجسام المضادة لمستقبلات الموجهة الدرقية في التشخيص. في داء غريفز، ترتفع مستويات الأجسام المضادة لمستقبلات الموجهة الدرقية لأنها مسؤولة عن تنشيط مستقبلات TSH والتسبب في زيادة إنتاج هرمونات الغدة الدرقية.

#### المُشعرات والاختبارات أخرى
هناك مُشعرين لسرطانات الغدة الدرقية:
- يمكن أن ترتفع مستويات الغلوبيولين الدرقي (TG) في سرطان الغدة الدرقية الحليمي أو الجريبي جيد التمايز. ويُستخدم هذا الاختبار غالباً لمعرفة وجود بقايا سرطانية أو نكس السرطان أو وجود نقائل لدى مرضى سرطان الغدة الدرقية المتمايز. ومع ذلك، يمكن أن ترتفع مستويات الغلوبيولين الدرقي في المصل في معظم أمراض الغدة الدرقية. لذلك، لا توصي الرابطة الأمريكية للغدة الدرقية حالياً بالقياس الروتيني للغلوبيولين الدرقي في المصل لتقييم عقيدات الغدة الدرقية.[37]
- قد ثبت أن ارتفاع مستويات الكالسيتونين في الدم يرتبط بسرطان الغدة الدرقية اللبي النادر. ومع ذلك، فإن قياس مستويات الكالسيتونين كأداة تشخيصية ما زال موضع خلاف حالياً بسبب ارتفاع أو انخفاض مستويات الكالسيتونين بشكل كاذب في مجموعة متنوعة من الأمراض الأخرى غير سرطان الغدة الدرقية اللبي.[37][38]

في حالات نادرة جداً، قد تكون مستويات الغلوبيولين الرابط للتيروكسين والترانسثيريتين غير طبيعية، ولكن لا يتم قياسها بشكل روتيني.
للتمييز بين قصور الغدة الدرقية الثانوي (نخامي السبب) والثالثي (وطائي السبب)، يمكن استخدام اختبار التحريض بالهرمون المطلق لموجهة الدرقية (TRH). يُفرز الهرمون المطلق لموجهة الدرقية (TRH) طبيعياً من الوطاء ويُحفز الغدة النخامية على إفراز الهرمون المُنبه الدرقية (TSH). أثناء الاختبار يُحقن الهرمون المطلق لموجهة الدرقية وريدياً ثم يقاس الهرمون المنبه الدرقية (حسب قيمته يحدد سبب القصور الدرقي).

### الأمواج فوق الصوتية
يطور العديد من الناس عقيدات درقية خلال حياتهم. على الرغم من خوف وقلق المرضى من كون هذه العقيدات الدرقية سرطانية المنشأ إلا أنه توجد العديد من الأسباب السليمة لهذه العقيدات. عند تقييم العقد الدرقية، في البداية تجرى تحاليل وظائف الدرق لمعرفة هل تؤثر هذه العقد على وظيفة الدرق. في حال الحاجة لمزيد من المعلومات عن العقيدات الدرقية بعد الفحص السريري والتحاليل المخبرية عندها يُجرى تصوير بالأمواج فوق الصوتية للغدة الدرقية. هناك بعض الخصائص التي تساعد في التمييز بين العقد الدرقية الحميدة والخبيثة. يساعد التصوير بالأمواج فوق الصوتية في تحديد العقد الدرقية التي يصعب على الطبيب تحديدها بواسطة الفحص السريري، وكذلك يساعد التصوير في تحديد طبيعة العقدة نسيجياً (صلبة، سائلة "كيسة"، أو مختلطة). يتميز التصوير بالأمواج الصوتية أنه يمكن إجراؤه في عيادة الطبيب وهو غير مؤلم ولا يسبب أي تعرض للأشعة.
الخصائص الرئيسية التي قد تساعد في التمييز بين العقيدة الدرقية الحميدة والخبيثة بواسطة الأمواج فوق الصوتية هي كما يلي:
| سرطان درقي محتمل                                      | خصائص ترجح غالباً عقيدة حميدة                                                                      |
| حدود غير منتظمة                                       | حدود منتظمة وواضحة                                                                                |
| منخفضة الصدوية (ذات صدوية أقل من الأنسجة المحيطة بها) | عالية الصدوية                                                                                     |
| يحيط بها هالة غير كاملة                               | ذات مظهر إسفنجي                                                                                   |
| تروية دموية مركزية/داخل العقدة باستخدام الدوبلر       | تروية دموية محيطية واضحة                                                                          |
| تكلسات صغيرة                                          | تكلسات أكبر وأوضح (مع الانتباه إلى أن هذا النوع من التكلسات قد نجده في سرطان الغدة الدرقية اللبي) |
| يكون طول العقدة أكثر من عرضها المقاطع المستعرضة       | "ذيل المذنب" يحدث هذا المظهر بسبب ارتداد الأمواج الصوتية عن الغراء داخل العقيدة                   |
| عند المتابعة يلاحظ زيادة في حجم العقيدة مع الوقت      | -                                                                                                 |

على الرغم من كون التصوير بالأمواج فوق الصوتية أداة تشخيصية هامة جداً إلا أنها لا تكون قادرة دائماً على التمييز بين العقيدات الحميدة والعقيدات الخبيثة بصورة جازمة. في الحالات المشتبه بها، تؤخذ غالباً عينة نسيجية عن طريق الخزعة ليتم فحصها مجهرياً.

### المسح باليود المشع والقبط
التصوير الومضاني للغدة الدرقية، حيث تُصوَّر الغدة الدرقية باستخدام اليود المشع (عادةً اليود-123، الذي لا يؤذي خلايا الغدة الدرقية، أو نادراً اليود-131)، يُجرى في قسم الطب النووي في مستشفى أو عيادة. يتجمع اليود المشع في الغدة الدرقية قبل أن يطرح في البول. أثناء وجوده في الغدة الدرقية، يمكن الكشف عن الانبعاثات المشعة بواسطة كاميرا، مما يُنتج صورة تقريبية لشكل (مسح اليود المشع) ونشاط أنسجتها (قبط اليود المشع).

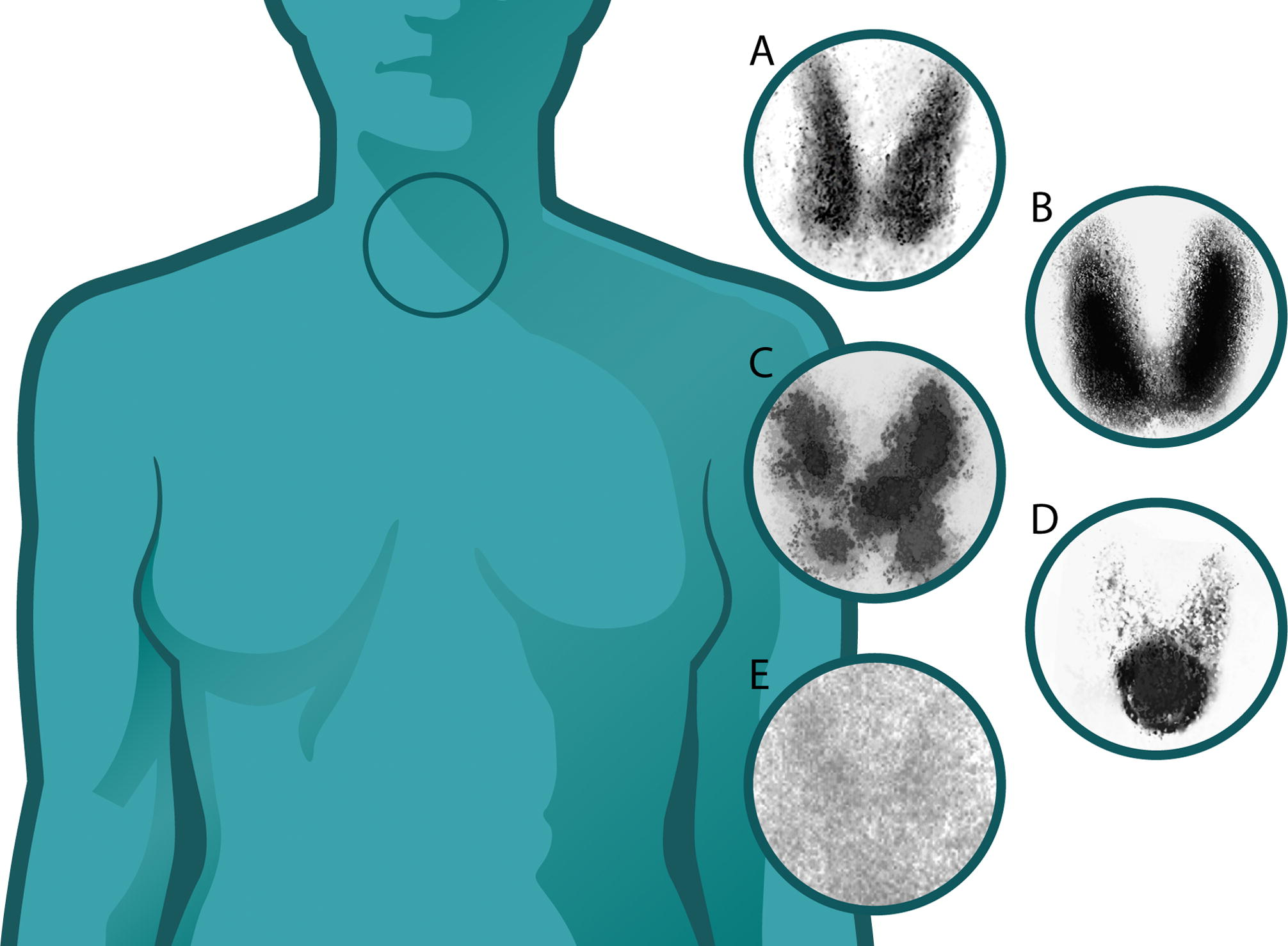
خمسة صور ومضانية للغدة الدرقية: A) الغدة الدرقية الطبيعية، B) داء غريفز، زيادة القبط المنتشر في كلا فصي الغدة الدرقية، C) داء بلامر، D) الورم الغدي السام، E) التهاب الغدة الدرقية

يُظهر مسح اليود المشع الطبيعي قبطاً ونشاطاً متساويين في جميع أنحاء الغدة. يمكن أن يعكس القبط غير المنتظم غدة ذات شكل أو موقع غير طبيعي، أو قد يُشير إلى أن جزءً من الغدة مفرط النشاط أو ناقص النشاط. على سبيل المثال، عادةً ما تكون العقيدة مفرطة النشاط ("عقيدة حارة") - لدرجة تثبيط نشاط بقية الغدة - ورماً غدياً درقياً ساماً، وهو أحد أنواع فرط نشاط الغدة الدرقية المعالج جراحياً، ونادراً ما يكون خبيثاً. في المقابل، قد يشير وجود جزء كبير من الغدة الدرقية غير نشط ("عقيدة باردة") إلى منطقة من الأنسجة غير الوظيفية، مثل سرطان الغدة الدرقية.
يمكن قياس كمية النشاط الإشعاعي، وهي مؤشر على النشاط الاستقلابي للغدة. يُظهر القياس الطبيعي لقبط اليود المشع حوالي 3-16% بعد 6 ساعات من إعطاء اليود المشع و8-25% من الجرعة المُعطاة في الغدة الدرقية بعد 24 ساعة. عادةً ما ينعكس فرط نشاط الغدة الدرقية أو نقص نشاطها (كما قد يحدث في فرط نشاط الغدة الدرقية أو قصورها) على زيادة أو نقصان قبط اليود المشع. نجد أنماط مختلفة للصور الومضانية باختلاف أسباب قصور أو فرط نشاط الغدة الدرقية.

### الخزعة
الخزعة الطبية هي أخذ عينة من أنسجة الغدة الدرقية لفحصها تحت المجهر أو لإجراء فحوصات أخرى، عادةً لتمييز السرطان عن الحالات غير السرطانية. يمكن أخذ عينة من أنسجة الغدة الدرقية للخزعة عن طريق رشافة الإبرة الدقيقة (FNA) أو عن طريق الجراحة.
تتميز عملية الرشافة بالإبرة الدقيقة بكونها إجراءً سريعاً وآمناً يُجرى في العيادات الخارجية، وهو أكثر أماناً وأقل تكلفة من الجراحة، ولا يترك ندبة ظاهرة. انتشر استخدام رشافة الإبرة الدقيقة على نطاق واسع في ثمانينيات القرن الماضي، على الرغم من أن دقة تشخيص السرطان جيدة، ولكنها ليست مثالية. تعتمد دقة التشخيص على أخذ عينة من الأنسجة من جميع المناطق المشتبه بها في الغدة الدرقية. تزداد موثوقية الرشافة بالإبرة الدقيقة عند توجيه أخذ العينات بالموجات فوق الصوتية، وقد أصبحت هذه الطريقة المفضلة لخزعة الغدة الدرقية في أمريكا الشمالية على مدار الخمسة عشر عاماً الماضية.

## المعالجة
الأدوية
ليفوتيروكسين هو مماكب للتيروكسين (T4)، وهو يتحلل ببطء أكبر، ويعطى مرة واحدة يومياً لمرضى قصور الغدة الدرقية. يُستخدم أحياناً أيضاً هرمون الغدة الدرقية الطبيعي المشتق من الخنازير، خاصةً للأشخاص الذين لا يتحملون التيروكسين الصنعي. يمكن علاج فرط نشاط الغدة الدرقية الناتج عن داء غريفز بأدوية الثيوأميد، مثل بروبيل ثيويوراسيل أو كاربيمازول أو ميثيمازول، أو نادراً بمحلول لوغول. بالإضافة إلى ذلك، يمكن علاج فرط نشاط الغدة الدرقية وأورام الغدة الدرقية باليود المشع. كما يمكن أن تكون حقن الإيثانول علاجاً لكيسات الغدة الدرقية المتكررة وسرطان الغدة الدرقية النقيلي في العقد اللمفاوية بديلاً عن الجراحة.

### الجراحة
تُجرى جراحة الغدة الدرقية لأسباب متعددة. ففي بعض الأحيان، تُزال عقيدة أو فص من الغدة الدرقية لأخذ خزعة، أو لوجود ورم غدي يعمل بشكل مستقل ويُسبب فرط نشاط الغدة الدرقية. قد يُزال جزء كبير من الغدة الدرقية (استئصال تحت تام للغدة الدرقية) لعلاج فرط نشاط الغدة الدرقية الناتج عن داء غريفز، أو لإزالة دراق غير مرغوب فيه أو دراق يؤثر على الأعضاء الحيوية.
يُعد الاستئصال الكامل للغدة الدرقية، بما في ذلك العقد اللمفاوية المرتبطة بها، العلاج الأمثل لسرطان الغدة الدرقية. عادةً ما يُسبب استئصال الجزء الأكبر من الغدة الدرقية قصوراً في الغدة الدرقية ما لم يتناول الشخص علاجاً بليفوتيروكسين. ونتيجةً لذلك، يُعطى الأشخاص الذين خضعوا لاستئصال كامل للغدة الدرقية علاجاً بديلاً لهرمون الغدة الدرقية (مثل ليفوتيروكسين) مدى الحياة.
في حال وجود استطباب لاستئصال الغدة الدرقية جراحياً، يجب توخي الحذر لتجنب أذية البنى المجاورة، والغدد جارات الدرقية، والعصب الحنجري الراجع. فكلاهما عرضة للإزالة العرضية و/أو الإصابة أثناء جراحة الغدة الدرقية.
تنتج الغدد جارات الدرقية هرمون جارات الدرقية (PTH)، وهو هرمون ضروري للحفاظ على مستويات كافية من الكالسيوم في الدم. يؤدي استئصال الغدد جارات الدرقية إلى قصور جارات الدرقية وبالتالي الحاجة إلى مكملات الكالسيوم وفيتامين د يومياً. في حال أذية التروية الدموية لأي واحدة من الغدد جارات الدرقية بسبب الجراحة، يمكن إعادة زراعة الغدة (أو الغدد) جارات الدرقية المصابة في الأنسجة العضلية المحيطة.
تؤمن الأعصاب الحنجرية الراجعة التحكم الحركي بجميع العضلات الخارجية للحنجرة باستثناء العضلة الحلقية الدرقية، التي تمتد أيضاً على طول الغدة الدرقية الخلفية. قد يُسبب أذية أيٍّ من العصبين الحنجريين الراجعين أو كليهما شللاً في الحبال الصوتية والعضلات المرتبطة بها، مما يُغيّر جودة الصوت. خلُصت مراجعة منهجية أُجريت عام ٢٠١٩ إلى أن الأدلة المتاحة لا تُظهر أي فرق بين تحديد العصب بصرياً أو استخدام التصوير العصبي أثناء الجراحة، عند محاولة منع إصابة العصب الحنجري الراجع أثناء جراحة الغدة الدرقية.

### العلاج باليود المشع
يمكن استخدام العلاج باليود المشع باستخدام اليود-131 لتقليص حجم الغدة الدرقية (مثلاً، في حالات الدراق الكبير الذي يسبب أعراضاً ولكنه لا يُشير إلى وجود سرطان - بعد إجراء تقييم وخزعة للعقد المشتبه بها)، أو لتدمير خلايا الغدة الدرقية مفرطة النشاط (مثلاً، في حالات سرطان الغدة الدرقية). قد يكون قبط اليود مرتفعاً في البلدان التي تعاني من نقص اليود، ولكنه منخفض في البلدان التي تتوفر فيها كميات كافية من اليود. لتعزيز قبط الغدة الدرقية لليود-131 ولضمان نجاح العلاج، يُرفع مستوى هرمون TSH قبل العلاج لتحفيز خلايا الغدة الدرقية الموجودة. يتم ذلك إما عن طريق إيقاف دواء التيروكسين أو عن طريق حقن هرمون TSH البشري المُؤشب (الثيروجين)، الذي طُرح في الولايات المتحدة عام 1999. ويُقال إن حقن الثيروجين يمكن أن تزيد القبط بنسبة تصل إلى 50-60%. يمكن أن يُسبب العلاج باليود المشع أيضاً قصور الغدة الدرقية (وهو أحياناً الهدف النهائي للعلاج)، وعلى الرغم من ندرته قد تحدث متلازمة الألم (بسبب التهاب الغدة الدرقية الإشعاعي).

## وبائياً
في الولايات المتحدة، يُعد الالتهاب المناعي الذاتي الشكل الأكثر شيوعاً لأمراض الغدة الدرقية، بينما يُعد قصور الغدة الدرقية والدراق الناتج عن عوز اليود الغذائي هما الأكثر شيوعاً في جميع أنحاء العالم. ووفقًا للرابطة الأمريكية للغدة الدرقية في عام 2015، يُعاني ما يقرب من 20 مليون شخص في الولايات المتحدة وحدها من أمراض الغدة الدرقية. يؤثر قصور الغدة الدرقية على 3-10% من البالغين، مع ارتفاع معدل الإصابة لدى النساء وكبار السن. يُقدر أن ثلث سكان العالم يعيشون حالياً في مناطق ذات مستويات منخفضة من اليود الغذائي. في المناطق التي تعاني من نقص حاد في اليود، يصل معدل انتشار الدراق إلى 80%. أما في المناطق التي لا يوجد فيها نقص اليود، فإن النوع الأكثر شيوعاً من قصور الغدة الدرقية هو مناعي ذاتي يُسمى التهاب الغدة الدرقية لهاشيموتو، بنسبة انتشار تتراوح بين 1% و2%. أما بالنسبة لفرط نشاط الغدة الدرقية، فإن داء غريفز، وهو مرض مناعي ذاتي، هو النوع الأكثر شيوعاً، إذ تبلغ نسبة انتشاره 0.5% لدى الذكور و3% لدى الإناث. ورغم شيوع عقيدات الغدة الدرقية، إلا أن سرطان الغدة الدرقية نادر. ويمثل سرطان الغدة الدرقية أقل من 1% من جميع أنواع السرطان في المملكة المتحدة، مع أنه أكثر أورام الغدد الصماء شيوعاً، ويشكل أكثر من 90% من جميع سرطانات الغدد الصماء.